# 関節水腫
関節水腫（かんせつすいしゅ、英: Hydrarthrosis）または関節液貯留（かんせつえきちょりゅう）とは、関節内に存在する水分（関節液、滑液）が過剰に存在する病態である。大きく非炎症性、炎症性、化膿性、出血性の4つに分類される。

## 分類
非炎症性
変形性関節症、特発性骨壊死、骨端症など
炎症性
関節リウマチ、偽痛風、痛風など
化膿性
細菌感染によるもの
出血性
靱帯損傷、関節軟骨損傷、関節内骨折などの外傷や、血友病によるもの

## 関節液の性状
粘稠性のある淡黄色澄明：正常
粘稠性の低い黄色混濁：炎症性疾患を示唆する。混濁は白血球による。
膿性（黄色混濁～白色）：感染による。混濁は白血球による。
血性（赤いまたは茶色い）：出血による。
微白濁：微結晶の析出を示唆する。偽痛風等。